# Dautphetal
Dautphetal ist eine Gemeinde im mittelhessischen Landkreis Marburg-Biedenkopf. Sie entstand in den 1970er-Jahren als Großgemeinde im Zuge der Hessischen Gebietsreform (siehe dazu Abschnitt „Gemeindebildung“).

## Geographie

### Lage
Die Gemeinde liegt in den Ausläufern des Rheinischen Schiefergebirges nahe der Landesgrenze zu Nordrhein-Westfalen und im westlichen Teil des Landkreises, dem Hessischen Hinterland, ungefähr 37 km östlich von Siegen und etwa 15 km westlich von Marburg, im Oberen Lahntal an den Flüssen Lahn und Dautphe. Hier treffen sich die Ausläufer des naturräumlichen Westerwaldes von Süden und die des Rothaargebirges von Norden.
Höchster Punkt der Gemeinde ist der gut 540 m hohe Schloßberg  westlich Holzhausens, der mit 225 m niedrigste liegt im äußersten Osten, wo die Lahn das Gemeindegebiet verlässt.

### Geologie

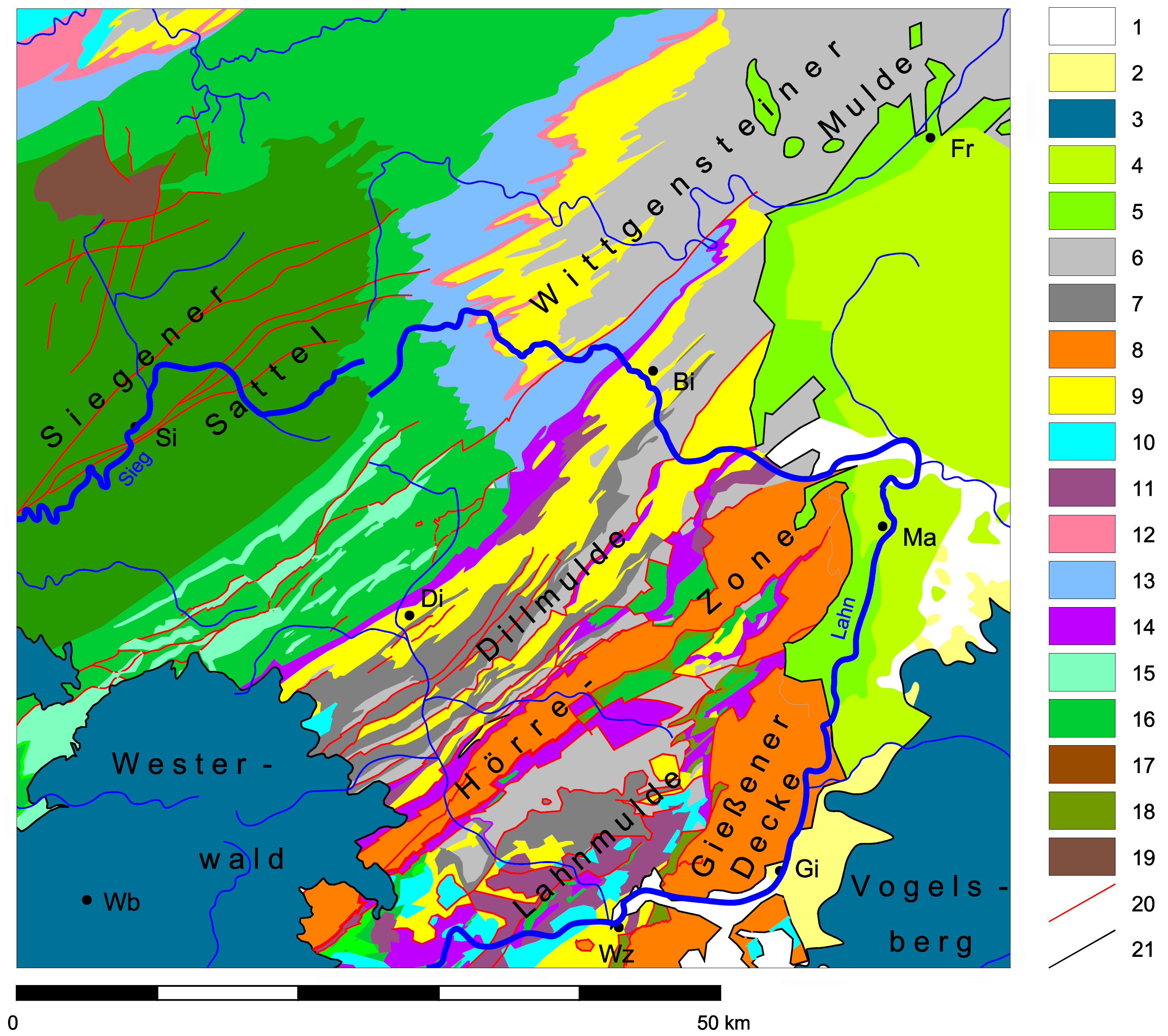
Geologische Karte der Dillmulde

Bedingt durch die Lage im Bereich des Rheinischen Schiefergebirges, zu dem sowohl Westerwald als auch Rothaargebirge zählen, ist das Gemeindegebiet durch Gesteinsarten aus dem Paläozoikum (Erdaltertum) geprägt.
Besonders häufig finden sich Grauwacke, Diabase, Quarzite, Lehm (als Verwitterungsprodukt von Schiefer und Diabas), aber auch teilweise Plattenkalk.
Die Gemarkung Dautphetal wird fast vollständig zum geologischen Strukturraum der sogenannten Dillmulde gezählt, die sich – in Abweichung vom Verlauf des namensgebenden Flusses – längs der Nahtstelle zwischen Rothaargebirgs- und Westerwaldausläufern vom Dillgebiet bei Dillenburg und Herborn in nordöstliche Richtung bis nach Biedenkopf zieht und durch starke Erzvorkommen gekennzeichnet ist. Neben Kupfererz finden sich vor allem Mangan- und Eisenerze.
Nur ein sehr kleiner Bereich der Dautphetaler Gemarkung südlich von Damshausen zählt geologisch bereits zur sogenannten Hörre-Zone, die sich als schmalerer Streifen südlich an die Dillmulde anschließt.

### Naturraum

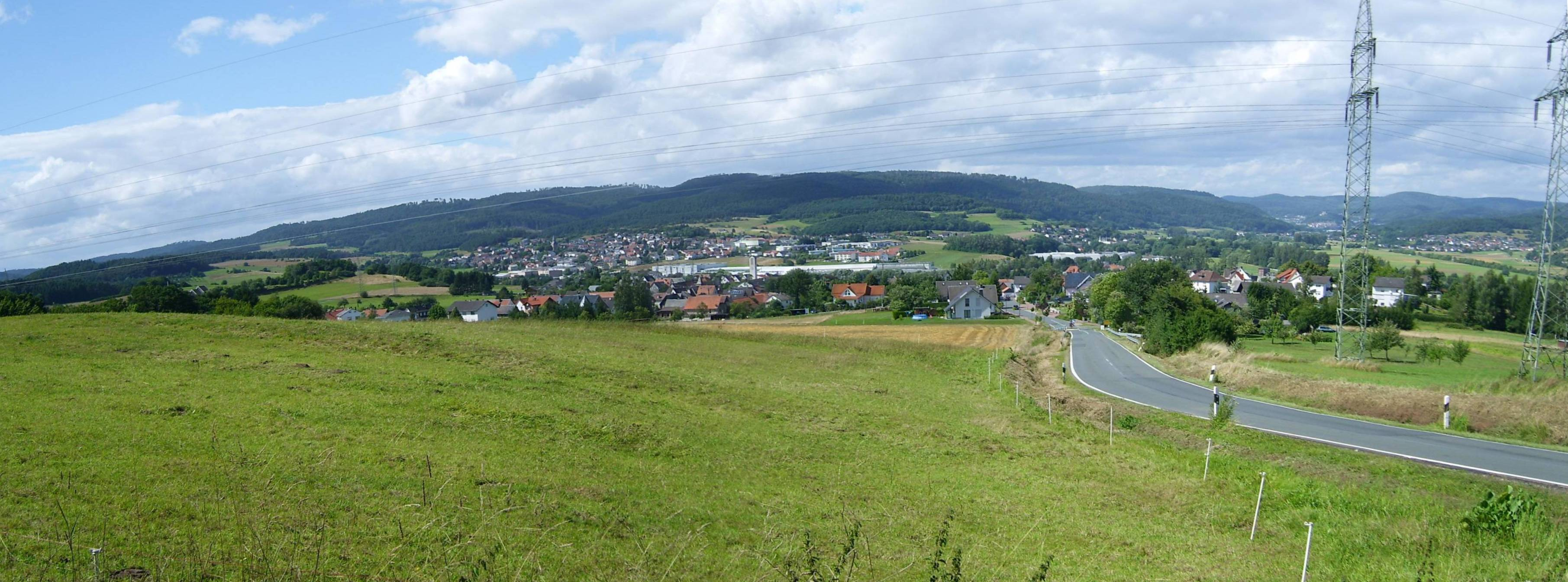
Der hohe Schwarzenberg-Ableger Nimerich und Friedensdorf sowie Dautphe (links) und Wolfgruben (oberhalb Friedensdorfs). Rechts im Hintergrund Biedenkopf und der hohe Sackpfeifen-Ableger Hainpracht

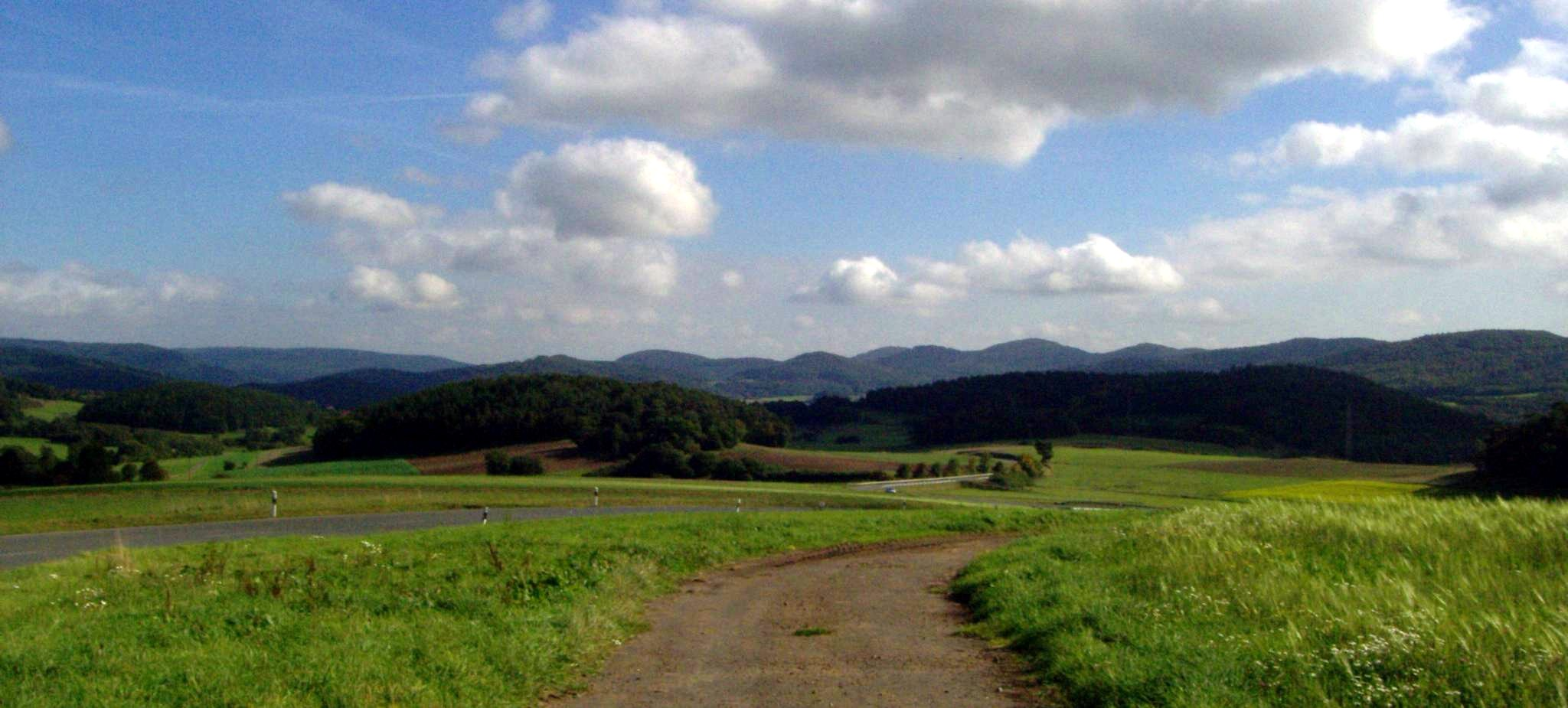
Blick von Silberg auf die Damshäuser Kuppen mit dem 498 m hohen Rimberg (mittig, teils verdeckt) im äußersten Nordosten des Gladenbacher Berglandes. Der breite, 474 m hohe Wollenberg (links) ist bereits ein Ausläufer des Rothaargebirges

Das östlich, innerhalb der Gemeinde auch südöstlich verlaufende Tal der Lahn bildet die Grenze zwischen den Rothaargebirgsausläufern im Norden und dem Gladenbacher Bergland im Süden.
Die Erhebungen im Norden der Gemarkung zählen zu den Sackpfeifen-Vorhöhen. Sie ziehen sich als Teil des sogenannten Ostsauerländer Gebirgsrandes aus Richtung des 674 m hohen, namensgebenden Berges Sackpfeife (nördlich von Biedenkopf, etwa 8 km von der Gemeindegrenze entfernt) nach Osten bis zum 474 m hohen Wollenberg (zwischen Lahntal und Wetter), dem sich weiter östlich bereits die (deutlich flacheren) Burgwald-Vorläufer anschließen. Als typisches Mittelgebirgs-Vorland erreichen die Höhenlagen auf dem Gemeindegebiet 400 bis gut 500 m, etwas nördlich der Gemarkung mit dem Arennest gar 592 m. Der für das Hochsauerland und seine Ausläufer typische Eichen-Mischwald weicht mehr und mehr Aufforstungen von Nadelgehölzen.
Im flachgründigen Oberen Lahntal, zu dem ebenso das Tal der Dautphe gezählt wird, liegt der mit Abstand größte Teil der besiedelten Gebiete. Hier finden sich bei vergleichsweise mildem Klima typische Flussauenvegetationen. Im Osten befindet sich bei Elmshausen der mit 225 m niedrigste Punkt der Gemeinde.
Das für das Gladenbacher Bergland mit Höhen bis um 600 m im Süden, Westen und Südosten der Gemeinde fällt durch einen hohen Anteil an naturbelassenen Buchenwäldern auf. Es zerfällt innerhalb der Gemeindegrenzen in drei Sektoren.
Im Breidenbacher Grund (nicht zu verwechseln mit dem gleichnamigen historischen Gerichtsbezirk!), der den Westen der Gemarkung einnimmt, liegt nordwestlich des Ortsteiles Dautphe, im Schwarzenberg-Wald, der 533 m hohe Nimerich.
Der äußerste (westliche) Süden des Gemeindegebietes bei Holzhausen wird bereits zu den Bottenhorner Hochflächen gezählt. Hier liegt im gut 540 m hohen Schloßberg die höchste Erhebung der Gemeinde. 3 km südöstlich, jedoch bereits auf Gladenbacher Grund, schließt sich der 552 m hohe Daubhaus an, westlich dessen der namensgebende Fluss der Gemeinde entspringt.
Getrennt von diesen Hochflächen durch das Tal der Dautphe, ist der Südosten der Gemeinde durch die erkennbar vulkanischen Damshäuser Kuppen geprägt, die an der Ostgrenze zur Nachbargemeinde Lahntal am Rimberg 498 m erreichen.

#### Berge nach Absoluthöhe
Die markantesten Berge der Gemeinde sind:
- Schloßberg (gut 540 m) – Bottenhorner Hochflächen westlich von Holzhausen
- Nimerich (533 m) – Schwarzenberg-Wald im Breidenbacher Grund, nordwestlich von Dautphe; nördlich von Hommertshausen
- Bolzeberg (520 m) – Bottenhorner Hochflächen nordwestlich von Holzhausen und südöstlich von Mornshausen
- Hünstein (504 m) – Bottenhorner Hochflächen südlich von Holzhausen, mit Aussichtsturm
- Rimberg (498 m) – Damshäuser Kuppen nordöstlich von Damshausen, mit Aussichtsturm
- Eisenköpfe (498 m) – äußerster Nordosten der Bottenhorner Hochflächen, südlich von Hommertshausen
- Kappe (494 m) – Damshäuser Kuppen südöstlich von Allendorf und nordwestlich von Damshausen
- Schweinskopf (472 m) – Damshäuser Kuppen nordöstlich von Herzhausen
- Eichelhardt (465 m) – Damshäuser Kuppen südwestlich Allendorfs und südöstlich von Friedensdorf
- Beilstein (461 m) – Schwarzenberg/Breidenbacher Grund westlich Wolfgrubens
  - Roth (378 m) – südöstlicher Vorgipfel
- Homberg (460 m) – Sackpfeifen-Vorhöhen ostnordöstlich von Buchenau
- Dusenberg (457 m) – Damshäuser Kuppen südsüdöstlich von Herzhausen
- Hornberg (451 m) – Damshäuser Kuppen südwestlich von Friedensdorf und östlich von Mornshausen
  - Auf der Breitenlohe (306 m) – Damshäuser Kuppen, Ableger des Hornbergs im Westen Friedensdorfs, mit Kriegsdenkmal
- Treisberg (437 m) – Damshäuser Kuppen östlich Allendorfs
- Ellenberg (432 m) – Sackpfeifen-Vorhöhen nordnordwestlich von Buchenau
- Roßberg (425 m) – Damshäuser Kuppen südöstlich Elmshausens
- Hohenfels (402 m) – Damshäuser Kuppen nordöstlich Allendorfs und südlich Buchenaus
- Ochsenberg (391 m) – Sackpfeifen-Vorhöhen südwestlich Buchenaus und nordnordöstlich Friedensdorfs

### Klima

#### Allgemeines
Das Gebiet Dautphetals liegt nach Köppen-Geiger im „gemäßigten Ozeanklima“ (Cfb-Klima) der mittleren Breiten.
Die mittlere Tagesmitteltemperatur beträgt im Sommer ungefähr 15–16 °C (im Bereich des Lahntals 16–17 °C) und im Winter etwa −1 °C bis 1 °C. Die mittlere Niederschlagshöhe beträgt in Dautphetal etwa 800–1000 mm, im Bereich Buchenau und Elmshausen 700–800 mm.

#### Unwetter
Das sogenannte Jahrhunderthochwasser von 1984 ließ den Pegel der Lahn so weit ansteigen, dass nicht nur zahlreiche Häuser unter Wasser standen, sondern auch die Obere Lahntalbahn gesperrt werden musste, weil das Gleisbett abschnittsweise weggespült wurde.
Der Orkan Kyrill entwurzelte bzw. zerstörte Mitte Januar 2007 flächenhaft zahlreiche Nadelbaum- und Buchenwaldungen in der Gemeinde. Die durch Kyrill entstandene Schadholzmenge entsprach der vierfachen regulären Jahreseinschlagsmenge im Gemeindegebiet.

### Gewässer

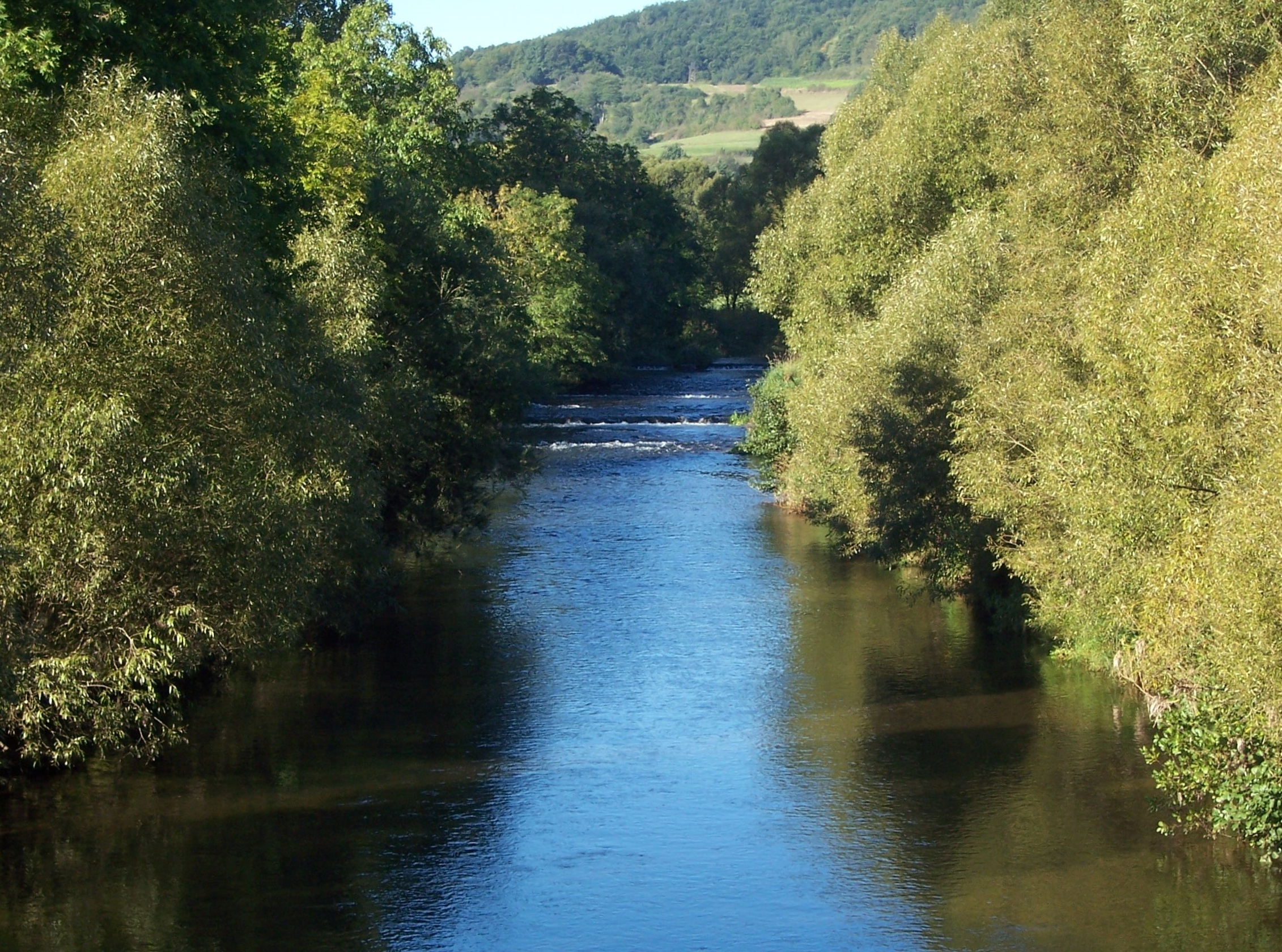
Die Lahn in Buchenau

Das größte Fließgewässer in Dautphetal ist die Lahn. Sie durchfließt das Gemeindegebiet im nördlichen Bereich von Westen (Stadt Biedenkopf) nach Osten (Gemeinde Lahntal), teils Richtung Südosten. Die Dautphe fließt ihr von Süden (Gladenbacher Gemarkung) zu und mündet im Zentrum der Gemeinde (Ortsteil Friedensdorf). Alle anderen Bäche innerhalb der Dautphetals sind aus geographischen Gründen sehr kurz und speisen ebenfalls mittelbar oder unmittelbar die Lahn.

### Nachbargemeinden
Folgende Städte und Gemeinden grenzen an die Großgemeinde Dautphetal (nach dem Uhrzeigersinn im Norden beginnend): Die Städte Biedenkopf und Wetter (Hessen), die Gemeinde Lahntal, die Städte Marburg und Gladenbach, die Gemeinden Bad Endbach und Steffenberg sowie die Gemeinde Breidenbach. Alle Gemeinden liegen im westlichen Bereich des Landkreises Marburg-Biedenkopf.

### Flächennutzung
Stand: 31. Dezember 2005, Angaben in Hektar
| Flächennutzung          | Fläche    | Fläche |
| Flächennutzung          | in Hektar | in [%] |
| Gebäude- und Freifläche | 471       | 6,54   |
| Betriebsfläche          | 22        | 0,31   |
| Erholungsfläche         | 37        | 0,51   |
| Verkehrsfläche          | 457       | 6,34   |
| Landwirtschaftsfläche   | 2.607     | 36,19  |
| Waldfläche              | 3.498     | 48,56  |
| Wasserfläche            | 66        | 0,91   |
| Sonstige Nutzung        | 46        | 0,64   |
| Gesamt                  | 7.203     | 100,00 |

## Geschichte
Die Geschichte der Großgemeinde Dautphetal ist noch relativ jung: Erst im Zuge der Gebietsreform in Hessen entstand sie am 1. Juli 1974 durch den Zusammenschluss von zwölf vormals eigenständigen Dorfgemeinden. Der hessische Landtag hatte die Neugliederung der Gemeinden per Gesetz erlassen.
Da die Großgemeinde Dautphetal aus kleinen und kleinsten Gemeinden entstand und daher ein ausgeprägter Mittelpunkt fehlte, erhielt sie ebenso wie die Gemeinden Ebsdorfergrund und Lahntal eine finanzielle Starthilfe vom damaligen hessischen Innenministerium.

### Frühgeschichte und Mittelalter
Aufgrund von Funden ist es wahrscheinlich, dass das Gebiet der heutigen Gemeinde Dautphetal schon in der Ur- und Frühgeschichte besiedelt war. Darauf deuten auch verschiedene Ringwallanlagen wie zum Beispiel am Rimberg oder am Hünstein hin. Die erste urkundliche Erwähnung war die Nennung der Gemarkung Dautphe im Jahr 791 im Lorscher Codex. Dieser Ortsteil ist damit der älteste nachgewiesene Ort der Gemeinde. Er war schon früh Sitz des Zentgerichts. Der unterste Gerichtsbezirk umfasste die Dörfer Allendorf, Buchenau, Damshausen, Dautphe, Elmshausen, Friedensdorf, Holzhausen, Hommertshausen, Mornshausen, Silberg und Wolfgruben (heute Dautphetal) sowie Eckelshausen, Kombach, Katzenbach, Dexbach und Engelbach (heute Biedenkopf).
Zur Zeit Karls des Großen (um 800) gehörte das Gebiet des heutigen Dautphetals zum Oberlahngau. Nach dem Aussterben der Gisonen 1122 fiel das Gebiet an die Ludowinger von Thüringen. Nach dem Tode des letzten Ludowinger Landgrafen Heinrich Raspe im Jahre 1247 gelang es seiner Nichte Sophie von Brabant, Tochter Ludwigs IV. und der Heiligen Elisabeth, im Thüringisch-hessischen Erbfolgekrieg (1247–1264), die hessischen Gebiete der Ludowinger als Landgrafschaft Hessen für ihren Sohn Heinrich I. zu sichern. Wichtige Adelsherren im Bereich des Hinterlands waren damals die Herren von Hohenfels, von Hollende, von Wittgenstein, von Breidenbach, Döring sowie von Buchenau. Die Herren von Hohenfels mussten 1249 unter dem Druck Sophies auf ihre Rechte verzichten, und die Doppelburg Hohenfels wurde 1293 unter Landgraf Heinrich I. geschleift.

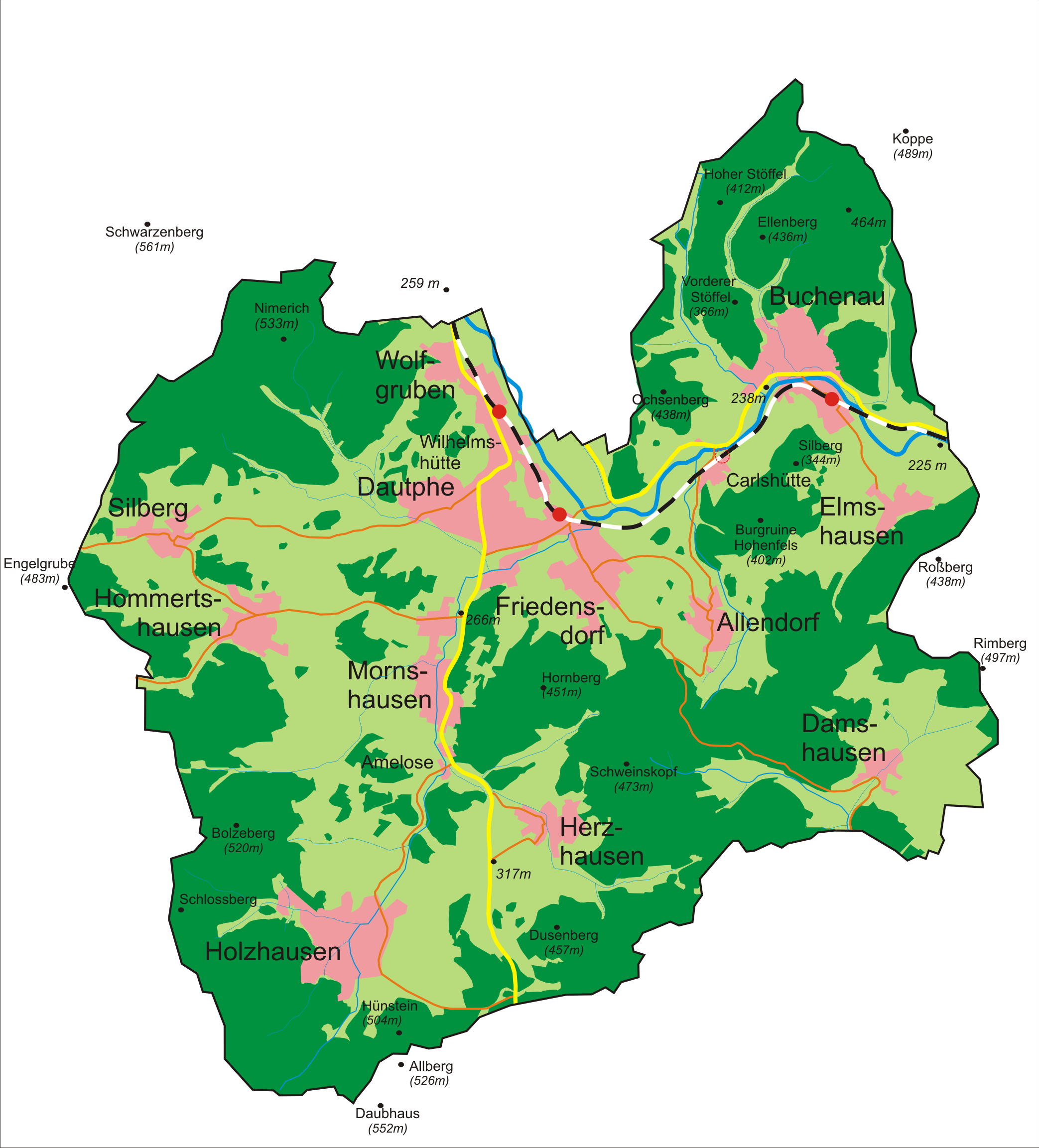
Übersichtskarte von Dautphetal

### Landgrafschaft bis zur Gebietsreform 1974
Nach dem Tod des Landgrafen Philipp des Großmütigen 1567 wurde die Landgrafschaft Hessen unter seinen vier Söhnen geteilt, und das Gebiet kam zu Hessen-Marburg. Nachdem diese Linie schon 1604 ausgestorben war, stritten Hessen-Kassel und Hessen-Darmstadt, und das Gebiet kam 1627 als das sogenannte „Hinterland“ an Hessen-Darmstadt. Dort blieb es auch nach den erbitterten Streitigkeiten während des Dreißigjährigen Krieges.
Wegen des Preußisch-Österreichischen Krieges 1866 wurde der 1832 gebildete Landkreis Biedenkopf, in dem auch die heutige Gemeinde Dautphetal liegt, von Preußen annektiert. Dieser Landkreis wurde für kurze Zeit 1932/33 mit dem Kreis Dillenburg vereinigt, aber die Proteste der Bevölkerung beider Kreise führten wieder zur Trennung der beiden Kreise. Während des Zweiten Weltkrieges fielen insbesondere die eisenverarbeitende Industrie sowie die Verkehrsinfrastruktur und deren Umfeld Luftangriffen zum Opfer.
Seit der hessischen Gebietsreform 1974 bilden die Kreise Biedenkopf und Marburg den seitdem bestehenden Landkreis Marburg-Biedenkopf.

### Gemeindebildung
Am 1. Juli 1974 wurde im Zuge der Gebietsreform in Hessen die Gemeinde Dautphetal durch den Zusammenschluss der bisherigen Gemeinden Allendorf am Hohenfels, Damshausen, Dautphe, Elmshausen, Friedensdorf, Herzhausen, Holzhausen am Hünstein, Hommertshausen, Mornshausen a. D., Silberg und Wolfgruben neu gebildet. Auch der Großteil der aufgelösten Gemeinde Buchenau (Lahn) kam zu Dautphetal, während deren am 31. Dezember 1971 eingegliederter Ortsteil Katzenbach in die Stadt Biedenkopf umgegliedert wurde.
Die Gemeinde wurde dabei nach dem Einzugsgebiet des Kleinflusses Dautphe benannt.

### Gemeindegliederung
Das Gemeindegebiet von Dautphetal ist gemäß der Gemeindesatzung in zwölf Ortsteile gegliedert. Alle Ortsteile bis auf Damshausen, Hommertshausen und Silberg liegen zu größeren Teilen im Naturraum Oberes Lahntal; angrenzende Naturräume im jeweiligen Siedlungsgebiet s. u.
| Ortsteil       | Wappen                                                   | Luftaufnahme                         | Beschreibung | Einwohner -zahl | Urkundliche Erstnennung |
| -------------- | -------------------------------------------------------- | ------------------------------------ | --- | --------------- | ----------------------- |
| Dautphe        | Wappen der Gemeinde Dautphetal und des Ortsteils Dautphe | Luftaufnahme des Ortsteils Dautphe   | Dautphe schmiegt sich nördlich des geografischen Zentrums der Gemeinde vom Tal der Lahn nach Westen an die Ausläufer des Breidenbacher Grundes an und berührt im Osten die B 453. Dautphe ist als Einwohnerstärkster Ortsteil Sitz der Gemeindeverwaltung. Die Wilhelmshütte (zuvor Kilianshütte), eine ehemalige Eisenhütte, wurde 1832 erbaut. Mittlerweile ist hieraus ein Ort gewachsen, der teilweise auf Dautpher und teilweise auf Wolfgrubener Gemarkung steht.       | 2318            | 791                     |
| Holzhausen     | Ortsteil Holzhausen                                      | Luftaufnahme Ortsteil Holzhausen     | Holzhausen liegt im oberen Tal der Dautphe und 2 km westlich der B 453, unmittelbar am Nordosthang der Bottenhorner Hochflächen. Der südlichste Ort der Gemeinde verfügt über Fachwerkhäuser mit besonders schönen Kratzputzarbeiten. | 1856            | 1251                    |
| Buchenau       | Ortsteil Buchenau an der Lahn                            | Luftaufnahme Ortsteil Buchenau       | Buchenau schmiegt sich im Nordosten der Gemeinde von Lahntal und B 62 nach Norden an die Sackpfeifen-Vorhöhen an. Buchenau stellt heute eine Art östliches Nebenzentrum der Gemeinde und Bindeglied zu den Großdörfern der sich anschließenden Gemeinde Lahntal dar. Neben Dautphe und Holzhausen gehört Buchenau zu den drei großen Ortsteilen der Gemeinde. Carlshütte südwestlich von Buchenau entstand wie die Wilhelmshütte als Eisenhütte. Dort leben etwa 40 Personen. | 1833            | 1238                    |
| Friedensdorf   | Ortsteil Friedensdorf an der Lahn                        | Luftaufnahme Ortsteil Friedensdorf   | Friedensdorf liegt an der Mündung der Dautphe in die Lahn, von wo aus sich Teile des Dorfes nach Süden bis in die Damshäuser Kuppen ziehen. Friedensdorf bildet gemeinsam mit dem sich nordwestlich anschließenden Ortsteil Dautphe das Zentrum der Gemeinde. | 1386            | 1220                    |
| Mornshausen    | Ortsteil Mornshausen an der Dautphe                      | Luftaufnahme Ortsteil Mornshausen    | Mornshausen liegt im geografischen Zentrum der Gemeinde am Mittel- bis Unterlauf der Dautphe und wird von der B 453 passiert. Die Gehöftgruppe Amelose, zum Ortsteil Mornshausen gehörig, wurde 1515 erstmals erwähnt. | 753             | 1291                    |
| Hommertshausen | Ortsteil Hommertshausen in Dautphetal                    | Luftaufnahme Ortsteil Hommertshausen | Hommertshausen liegt an der östlichen Nahtstelle des Breidenbacher Grundes zum Oberen Lahntal im Westen der Gemeinde. | 687             | 1325                    |
| Allendorf      | Ortsteil Allendorf                                       | Luftaufnahme Ortsteil Allendorf      | Allendorf liegt, östlich des Zentrums der Gemeinde und 2 km nach Norden von Lahn und B 62 getrennt, im Randgebiet der Damshäuser Kuppen. Die erste Erwähnung fand als Aldendorf im Zusammenhang mit den Rittern von Hohenfels statt. Die Ruinenanlage der Doppelburg auf dem Hohenfels und dem Kleinen Hohenfels wurde von dem ortsansässigen Burgverein in Zusammenarbeit mit anderen Institutionen wie der Philipps-Universität Marburg freigelegt und erneuert.            | 661             | 1307                    |
| Wolfgruben     | Ortsteil Wolfgruben                                      | Luftaufnahme Ortsteil Wolfgruben     | Wolfgruben liegt im Norden der Gemeinde im Tal der Lahn und an der B 453. | 640             | 1257                    |
| Herzhausen     | Ortsteil Herzhausen                                      | Luftaufnahme Ortsteil Herzhausen     | Herzhausen liegt in einem Talkessel am Westhang der Damshäuser Kuppen im südlichen Teil der Gemeinde, 1 km östlich der B 453 und 2 km vom Oberlauf der Dautphe entfernt. | 555             | 1333                    |
| Silberg        | Ortsteil Silberg                                         | Luftaufnahme Ortsteil Silberg        | Silberg ist innerhalb der Gemeinde im äußersten Westen, mitten in den Höhen des östlichen Breidenbacher Grundes gelegen. | 433             | 1339                    |
| Elmshausen     | Ortsteil Elmshausen                                      | Luftaufnahme Ortsteil Elmshausen     | Elmshausen liegt als östlichster Ort der Gemeinde am Nordhang der Damshäuser Kuppen, nur 1 km südlich von Lahn und B 62. Die Erstnennung ist nicht eindeutig geklärt. Es kann 1200 oder auch 1220 gewesen sein. | 318             | 1200                    |
| Damshausen     | Ortsteil Damshausen                                      | Luftaufnahme Ortsteil Damshausen     | Damshausen liegt, fernab der wichtigen Verkehrswege, im Südosten der Gemeinde am Westhang des Rimberges, des wohl bekanntesten der ringsum zu findenden, vulkanischen Damshäuser Kuppen, die dem Ort ihren Namen verdanken. Das immer noch stark landwirtschaftlich geprägte kleinste Dorf der Gemeinde wurde erstmals unter dem Namen de Tagesmanneshusen erwähnt. | 199             | 1251                    |

Die Ortsteile Dautphe mit Wilhelmshütte und Friedensdorf bilden mit über 4.000 Einwohnern das Zentrum der Großgemeinde, was durch eine entsprechende Bauleitplanung unterstützt wird.

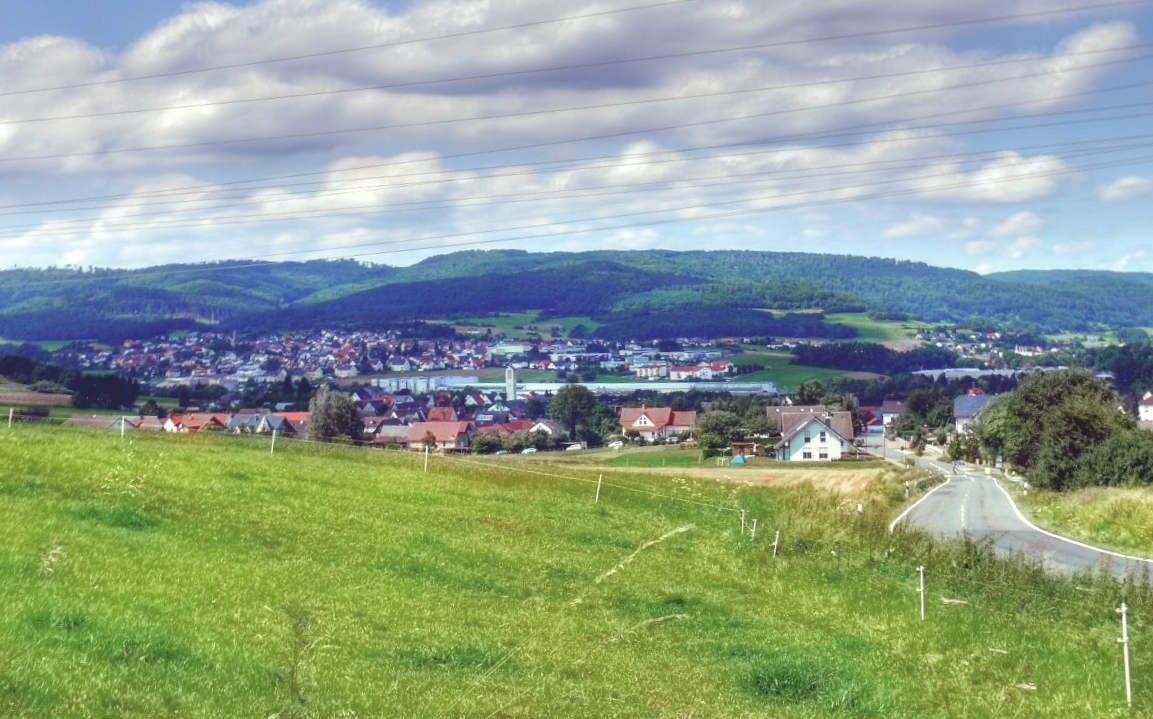
Blick auf den Ortsteil Friedensdorf

Es fällt auf, dass sich Dautphetal im Vergleich zur ebenfalls 1974 und nach ähnlichen geografischen Gesichtspunkten (Einzugsbereich der Lahn) gegründeten, östlichen Nachbargemeinde Lahntal wirtschaftlich deutlich eigenständiger entwickelt hat. Dieses sollte nicht verwundern, da die Gemeinde Dautphetal flächen- und inzwischen auch einwohnermäßig dem benachbarten Mittelzentrum Biedenkopf fast ebenbürtig ist, während sich das kleinere Lahntal deutlich am südlich benachbarten Oberzentrum Marburg orientiert.
So kommt es, dass sich das historische Mittelzentrum Biedenkopf heute seine Rolle weitgehend mit dem benachbarten Dautphetal teilt.

### Einwohnerentwicklung
Entwicklung der Einwohnerzahl für die Gemeinde Dautphetal beziehungsweise vor 1974 die Summe aus den Vorläufergemeinden:
| Dautphetal: Einwohnerzahlen von 1834 bis 2018                                  | Dautphetal: Einwohnerzahlen von 1834 bis 2018 | Dautphetal: Einwohnerzahlen von 1834 bis 2018 | Dautphetal: Einwohnerzahlen von 1834 bis 2018 | Dautphetal: Einwohnerzahlen von 1834 bis 2018 |
| ------------------------------------------------------------------------------ | --------------------------------------------- | --------------------------------------------- | --------------------------------------------- | --------------------------------------------- |
| Jahr                                                                           |                                               |                                               |                                               | Einwohner                                     |
| 1834                                                                           | 1834                                          |                                               | 3.503                                         | 3.503                                         |
| 1840                                                                           | 1840                                          |                                               | 3.742                                         | 3.742                                         |
| 1846                                                                           | 1846                                          |                                               | 3.936                                         | 3.936                                         |
| 1852                                                                           | 1852                                          |                                               | 4.055                                         | 4.055                                         |
| 1858                                                                           | 1858                                          |                                               | 4.071                                         | 4.071                                         |
| 1864                                                                           | 1864                                          |                                               | 4.060                                         | 4.060                                         |
| 1871                                                                           | 1871                                          |                                               | 3.943                                         | 3.943                                         |
| 1875                                                                           | 1875                                          |                                               | 4.272                                         | 4.272                                         |
| 1885                                                                           | 1885                                          |                                               | 4.383                                         | 4.383                                         |
| 1895                                                                           | 1895                                          |                                               | 4.520                                         | 4.520                                         |
| 1905                                                                           | 1905                                          |                                               | 4.996                                         | 4.996                                         |
| 1910                                                                           | 1910                                          |                                               | 5.421                                         | 5.421                                         |
| 1925                                                                           | 1925                                          |                                               | 6.017                                         | 6.017                                         |
| 1939                                                                           | 1939                                          |                                               | 6.499                                         | 6.499                                         |
| 1946                                                                           | 1946                                          |                                               | 9.389                                         | 9.389                                         |
| 1950                                                                           | 1950                                          |                                               | 9.408                                         | 9.408                                         |
| 1956                                                                           | 1956                                          |                                               | 9.110                                         | 9.110                                         |
| 1961                                                                           | 1961                                          |                                               | 9.604                                         | 9.604                                         |
| 1967                                                                           | 1967                                          |                                               | 10.568                                        | 10.568                                        |
| 1970                                                                           | 1970                                          |                                               | 11.586                                        | 11.586                                        |
| 1980                                                                           | 1980                                          |                                               | 12.138                                        | 12.138                                        |
| 1985                                                                           | 1985                                          |                                               | 12.289                                        | 12.289                                        |
| 1990                                                                           | 1990                                          |                                               | 13.174                                        | 13.174                                        |
| 1995                                                                           | 1995                                          |                                               | 13.014                                        | 13.014                                        |
| 1998                                                                           | 1998                                          |                                               | 12.821                                        | 12.821                                        |
| 2000                                                                           | 2000                                          |                                               | 12.987                                        | 12.987                                        |
| 2005                                                                           | 2005                                          |                                               | 12.980                                        | 12.980                                        |
| 2010                                                                           | 2010                                          |                                               | 12.634                                        | 12.634                                        |
| 2015                                                                           | 2015                                          |                                               | 12.003                                        | 12.003                                        |
| 2018                                                                           | 2018                                          |                                               | 12.337                                        | 12.337                                        |
| Quelle(n): Historisches Gemeindeverzeichnis für Hessen und Gemeinde Dautphetal |                                               |                                               |                                               |                                               |

Bei der Bevölkerungsentwicklung fällt auf, dass der erste kleinere Bevölkerungsschub in die Zeit der Industrialisierung fällt, bevor zum Ende des Zweiten Weltkrieges die Bevölkerungszahl im Vergleich zu 1939 um nahezu 50 % ansteigt. Dies lässt sich darauf zurückführen, dass sich nach Kriegsende sehr viele Flüchtlinge und Heimatvertriebene, insbesondere aus ungarischen Gebieten, im Gemeindegebiet niederließen. Nicht zuletzt dadurch kam auch die Verschwisterung mit dem ungarischen Ort Cikó zustande.
Seit dem Jahr 2000 beträgt die Bevölkerungszahl nach Berechnungen der Gemeinde (Hauptwohnsitz und Nebenwohnung) knapp 13.000 Einwohner, nach Berechnung durch das Statistische Landesamt (nur Hauptwohnsitz) knapp 12.000 Einwohner.

## Religion
Nach der Gesta Treverorum aus dem 12. Jahrhundert soll Lubentius im 4. Jahrhundert entlang der Lahn missioniert haben. Sowohl der Ortsteil Dautphe als auch Buchenau besitzen Kirchen, die im 11. und 13. Jahrhundert dem Heiligen Martin von Tours geweiht waren. Im 8. Jahrhundert besaß Dautphe eine frühmittelalterliche Taufkirche. Die Pfarrei Dautphe zählt damit zur ältesten Schicht kirchlicher Organisationsformen in Hessen.
1524 wurde in der Landgrafschaft Hessen durch Philipp den Großmütigen der lutherische Glaube eingeführt. 1527 erhielt die Pfarrei Buchenau den ersten evangelischen Pfarrer, 1529 folgte die Pfarrei Dautphe. Bis zum Ende des Zweiten Weltkrieges war die Bevölkerung fast ausnahmslos evangelisch. 1809 wird erstmals ein jüdischer Mitbürger erwähnt. Bis 1939 waren bis zu fünf jüdische Familien im Gemeindegebiet sesshaft, die die Synagogen in Gladenbach oder Wetter besuchten. Viele, wie Michael Evenari, wanderten aufgrund der Verfolgung durch die Nationalsozialisten nach Amerika aus, die Zurückgebliebenen wurden deportiert.
Bereits 1894 entstand in Dautphe eine Neuapostolische Gemeinde und 1895 eine Freie evangelische Gemeinde. Nach dem Zweiten Weltkrieg erhöhte sich durch Heimatvertriebene die Zahl der Katholiken. Türkische Gastarbeiter brachten seit den sechziger Jahren muslimischen Glauben mit.
Bis heute sind die meisten Einwohner Dautphetals – wie die überwiegende Mehrheit der Einwohner so gut wie aller Orte des Landkreises (außer den Ortsteilen der katholischen Hochburg Amöneburg und den westlich angrenzenden, östlich der Lahnberge liegenden Marburger Ortsteilen) evangelisch.
|                              | Ortsteile |
| ---------------------------- | --- |
| Ev.-luth. Kirchengemeinden   | - Buchenau mit Elmshausen - Dautphe mit Mornshausen, Hommertshausen und Silberg - Friedensdorf mit Allendorf und Damshausen - Holzhausen mit Herzhausen - Wolfgruben (zu Eckelshausen) |
| Katholische Kirchengemeinde  | - Dautphe (St. Hildegard – Filialgemeinde von St. Josef, Biedenkopf) |
| Freie evangelische Gemeinden | - Dautphe - Friedensdorf mit Herzhausen - Holzhausen - Hommertshausen mit Silberg - Mornshausen                                                                                        |
| Neuapostolische Kirche       | - Dautphe (mit Angelburg und Kombach) - Herzhausen |
| Christliche Versammlung      | - Holzhausen - Herzhausen - Herzhausen (Herborn-Dillenburger Werk) |

## Politik
Die im Landkreis (mit Ausnahmen des traditionell katholischen, kurmainzerischen Ostens mit Amöneburg, Stadtallendorf und Neustadt sowie östlichen Marburger und nördlicheren Kirchhainer Ortsteilen) traditionell stärkere Tendenz zu sozialdemokratischem Wahlverhalten ist bei den Wählern in Dautphetal in den letzten Jahrzehnten geringer ausgeprägt als in den Nachbargemeinden Biedenkopf, Wetter oder Lahntal. Mittlerweile haben sich neben den beiden Großparteien SPD und CDU die Freien Wähler als weitere politische Kraft etabliert.

### Gemeindevertretung
Die Kommunalwahl am 14. März 2021 lieferte folgendes Ergebnis, in Vergleich gesetzt zu früheren Kommunalwahlen:
| Sitzverteilung in der Gemeindevertretung 2021Insgesamt 31 Sitze - SPD: 9 - FW: 11 - CDU: 11 | Parteien und Wählergemeinschaften | Parteien und Wählergemeinschaften           | 2021  | 2021  | 2016  | 2016  | 2011  | 2011  | 2006  | 2006  | 2001  | 2001  |
| Sitzverteilung in der Gemeindevertretung 2021Insgesamt 31 Sitze - SPD: 9 - FW: 11 - CDU: 11 | Parteien und Wählergemeinschaften | Parteien und Wählergemeinschaften           | %     | Sitze | %     | Sitze | %     | Sitze | %     | Sitze | %     | Sitze |
| Sitzverteilung in der Gemeindevertretung 2021Insgesamt 31 Sitze - SPD: 9 - FW: 11 - CDU: 11 | FW                                | Freie Wähler Dautphetal                     | 36,4  | 11    | 28,6  | 9     | 18,6  | 6     | 15,9  | 5     | 6,9   | 2     |
| Sitzverteilung in der Gemeindevertretung 2021Insgesamt 31 Sitze - SPD: 9 - FW: 11 - CDU: 11 | CDU                               | Christlich Demokratische Union Deutschlands | 36,1  | 11    | 35,3  | 11    | 40,1  | 12    | 41,5  | 13    | 41,2  | 13    |
| Sitzverteilung in der Gemeindevertretung 2021Insgesamt 31 Sitze - SPD: 9 - FW: 11 - CDU: 11 | SPD                               | Sozialdemokratische Partei Deutschlands     | 27,5  | 9     | 31,6  | 11    | 41,3  | 13    | 42,6  | 13    | 48,3  | 15    |
| Sitzverteilung in der Gemeindevertretung 2021Insgesamt 31 Sitze - SPD: 9 - FW: 11 - CDU: 11 | BLD                               | Bürgerliste Dautphetal                      | —     | —     | —     | —     | —     | —     | —     | —     | 3,6   | 1     |
| Sitzverteilung in der Gemeindevertretung 2021Insgesamt 31 Sitze - SPD: 9 - FW: 11 - CDU: 11 | Gesamt                            | Gesamt                                      | 100,0 | 31    | 100,0 | 31    | 100,0 | 31    | 100,0 | 31    | 100,0 | 31    |
| Sitzverteilung in der Gemeindevertretung 2021Insgesamt 31 Sitze - SPD: 9 - FW: 11 - CDU: 11 | Ungültige Stimmen in %            | Ungültige Stimmen in %                      | 1,4   | —     | 2,6   | —     | 2,5   | —     | 2,7   | —     | 2,4   | —     |
| Sitzverteilung in der Gemeindevertretung 2021Insgesamt 31 Sitze - SPD: 9 - FW: 11 - CDU: 11 | Wahlbeteiligung in %              | Wahlbeteiligung in %                        | 55,0  | 55,0  | 53,0  | 53,0  | 49,6  | 49,6  | 50,8  | 50,8  | 59,3  | 59,3  |

### Bürgermeister

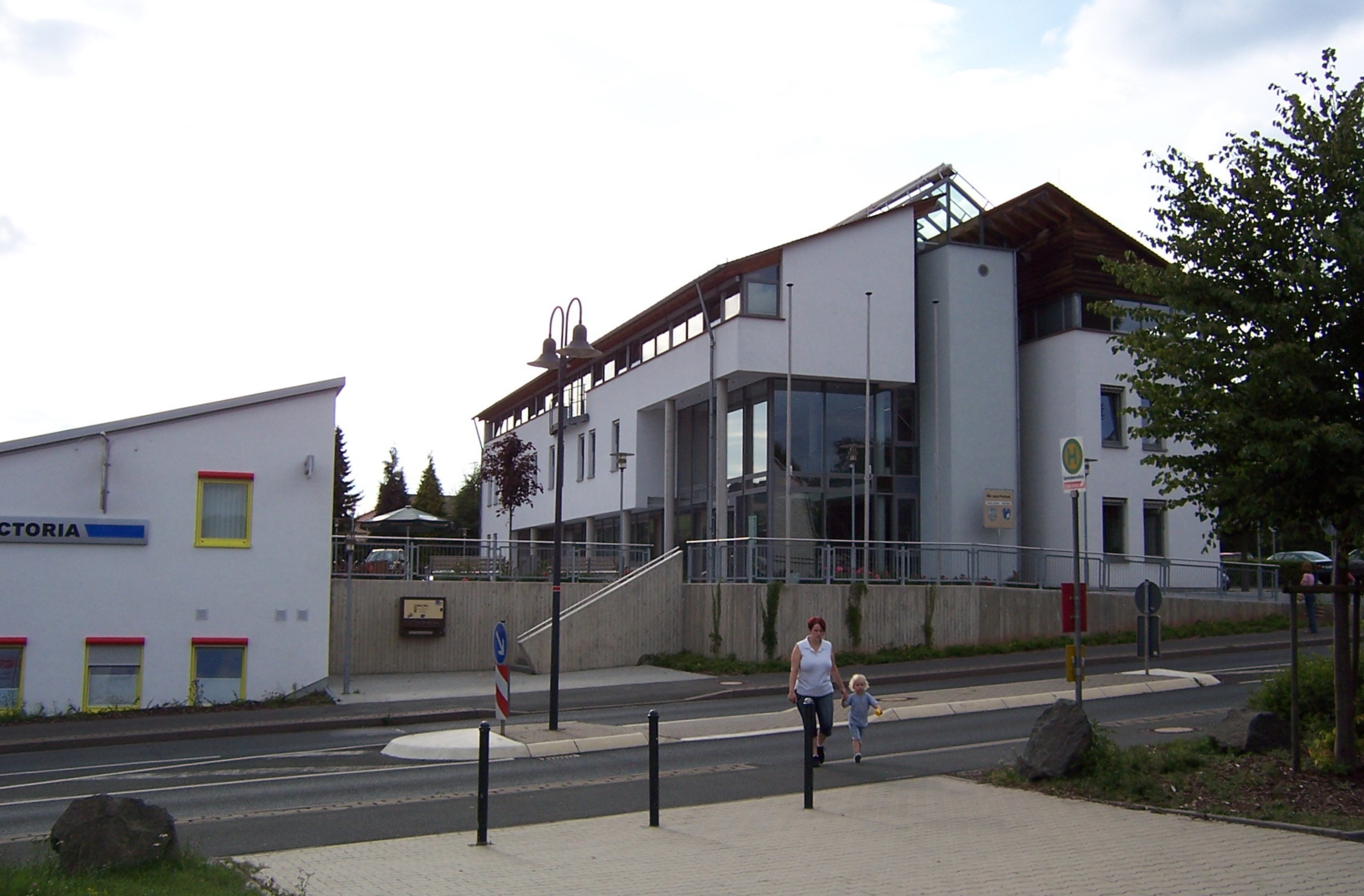
Rathaus in Dautphe

Nach der hessischen Kommunalverfassung wird der Bürgermeister für eine sechsjährige Amtszeit gewählt, seit dem Jahr 1993 in einer Direktwahl, und ist Vorsitzender des Gemeindevorstands, dem in der Gemeinde Dautphetal neben dem Bürgermeister ehrenamtlich ein Erster Beigeordneter und acht weitere Beigeordnete angehören. Bürgermeister ist seit dem 1. August 2022 der  parteiunabhängige Marco Schmidtke. Er wurde als Nachfolger von Bernd Schmidt (FW), der nach drei Amtszeiten nicht mehr zur Wiederwahl angetreten war, am 13. März 2022 im ersten Wahlgang bei einer Wahlbeteiligung von 55,26 Prozent mit 59,37 Prozent der Stimmen gewählt.
Amtszeiten der Bürgermeister
- 2022–2028 Marco Schmidtke[19]
- 2004–2022 Bernd Schmidt (FW)
- 1974–2004 Hans Hauswirth (CDU)

Eine separate Liste der Bürgermeister von Dautphetal nennt auch die Bürgermeister aller ehemals selbständigen Gemeinden, die im Rahmen der Gebietsreform im Jahr 1974 zur Gemeinde Dautphetal zusammengeschlossen worden waren.

### Wappen
Am 15. August 1974 genehmigte der Hessische Minister des Innern das Wappen mit folgender Beschreibung:
| Wappen von Dautphetal | Blasonierung: „In Blau ein golden bewehrter silberner Adler, der in den Fängen zwei silberne Schilde mit je einem zugewendeten roten Löwen hält.“ |
| Wappen von Dautphetal | Das Wappen der Gemeinde Dautphetal ist identisch mit dem Wappen des Ortsteils Dautphe. Nach dem Zusammenschluss der zwölf ehemaligen Gemeinden zur neuen Großgemeinde wurde zuerst versucht, ein neues Wappen zu entwerfen, was zu keiner allgemein akzeptierten Lösung führte. Daher wurde das Wappen Dautphes aufgrund der Bedeutung als historisches Zentrum gewählt. Das Wappen selbst stammt aus der Dautpher Kirche und ist unbekannten Ursprungs. |

### Flagge
Am 10. April 1980 genehmigte der Hessische Minister des Innern die Flagge mit folgender Beschreibung:

„Auf weißer Mittelbahn des blau-weiß-blauen Flaggentuches das Wappen der Gemeinde Dautphetal.“

### Gemeindepartnerschaften
Dautphetal unterhält mit folgender Gemeinde eine Gemeindepartnerschaft:
- Cikó (Zickau), Komitat Tolna, Ungarn (seit 1997)

Die Pflege und Weiterentwicklung der Partnerschaft zu Cikó hat ein Partnerschaftsverein übernommen. Lebendig ist die Partnerschaft durch regelmäßige gegenseitige Besuche und insbesondere durch den Schüleraustausch, der zwischen der Dautphetalschule und einer Schule in Cikó besteht. Entwickelt wurde die Partnerschaft vor dem Hintergrund, dass in der Gemeinde Dautphetal zahlreiche Familien aus der damals rein donauschwäbisch besiedelten Gemeinde und ihrer Umgebung nach dem Zweiten Weltkrieg eine neue Heimat gefunden haben.
Weiterhin unterhalten die evangelisch-lutherischen Kirchengemeinden Dautphe und Buchenau jeweils eine Gemeindepartnerschaft mit der evangelischen Kirchengemeinde Diesdorf in Sachsen-Anhalt beziehungsweise mit der evangelischen Gemeinde in Kasan im russischen Tatarstan.

## Wirtschaft und Infrastruktur

### Wirtschaftsstruktur
Die wirtschaftliche Grundlage im Bereich des heutigen Dautphetals bildete lange Zeit die Landwirtschaft. Da aufgrund der Bodenverhältnisse das Einkommen oft nicht ausreichte, gab es viele Menschen, die in der Wetterau oder in Rheinhessen auf den Feldern oder im Siegerland oder Ruhrgebiet im Bergbau als Tagelöhner Geld hinzu verdienten. Mit dem Aufkommen des Merkantilismus wurde auch im Hinterland und damit in Dautphetal verstärkt nach Bodenschätzen gesucht. Die vorgefundenen Erze wurden meist in den umliegenden Mühlen weiterverarbeitet, wodurch sich die eisenverarbeitende Industrie entwickelte. Im 19. Jahrhundert wurden zahlreiche Eisenhütten errichtet, auf dem Gebiet des heutigen Dautphetal waren dies die Wilhelmshütte und die Carlshütte.
Die Wirtschaftsstruktur in Dautphetal gliedert sich heute in Industrie und Gewerbe, während der Anteil des Dienstleistungssektors etwas geringer ist. Historisch gewachsen und daher besonders stark vertreten sind in der Industrie der Stahl- und Formenbau. Dautphetal bietet mit dem Lahntal und den großflächigen Wäldern außerdem ein großes Potential für Erholung und Tourismus.
In der Gemeinde waren zum Stichtag 31. März 2009 227 Gewerbebetriebe mit 3.269 sozialversicherungspflichtig Beschäftigten angesiedelt. Demgegenüber lebten zu diesem Zeitpunkt 4.249 sozialversicherungspflichtig Beschäftigten dort. 2.110 Einpendlern standen am 30. Juni 2009 (Erhebungsdatum) 2.937 Auspendler gegenüber.

### Unternehmen

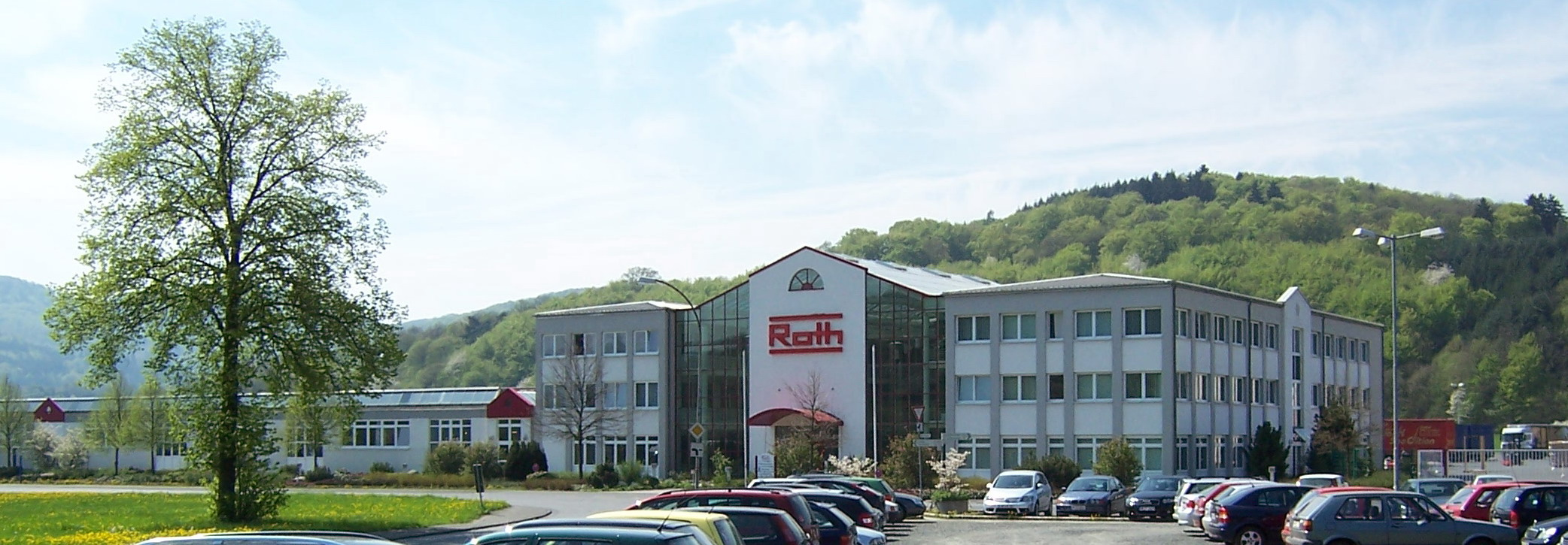
Empfangsgebäude mit Atrium der Firma Roth

Der größte Arbeitgeber in der Gemeinde ist die Firma Roth Industries GmbH & Co. KG mit etwa 520 Beschäftigten in Buchenau und Wolfgruben. Da sich das Atrium im Empfangsgebäude der Firma besonders dafür eignet, finden dort des Öfteren Kunstausstellungen und Konzerte statt.
Das Unternehmen Johnson Controls stellte in Friedensdorf Fahrzeugtanks und Autositze her. An diesem Standort waren mehr als 700 Beschäftigte angestellt. Am 30. Juni 2016 gab das Unternehmen seine Absicht bekannt, den Standort bis März 2019 zu schließen und die Produktion an andere Standorte zu verlagern.
Die Firma Bamberger, ehemals drittgrößter Stahl-Email-Badewannenhersteller Europas und mit über 200 Mitarbeitern eine der großen Firmen in der Gemeinde, wurde von der Firma Kaldewei übernommen und im Jahr 2005 zerschlagen.

### Raumplanerische Einordnung
Im Regionalplan Mittelhessen 2001 ist Dautphetal als Unterzentrum im ländlichen Raum ausgewiesen. Dautphe und Friedensdorf gelten hierbei als zentraler Ortsteil. Des Weiteren ist die Gemeinde Teil der Regionalachse Marburg–Dautphetal–Biedenkopf–(Bad Laasphe). Die Aufgabe dieser Achse ist es, die Region zu erschließen, einen Leistungsaustausch zwischen den Mittelzentren zu ermöglichen sowie die Region an das Oberzentrum Marburg und an das Fernverkehrsnetz anzubinden. Dabei kommt dem Ausbau des öffentlichen Verkehrs eine besondere Bedeutung zu.
Zusätzlich besteht mit der Achse Dautphetal–Gladenbach eine überörtliche Nahverkehrs- und Siedlungsachse mit regionaler Verbindungsfunktion. Gemeinsam mit Biedenkopf und Breidenbach wird Dautphetal als gewerblicher Schwerpunkt ausgewiesen.

### Verkehr
Die wichtigsten Verkehrsanbindungen Dautphetals folgen, wie dies im Hügelland üblich ist, den (ohnehin stärker besiedelten) Tälern der Flüsse. Entsprechend nimmt die Lahn-Achse Richtung Marburg (Osten) beziehungsweise Richtung Biedenkopf und Siegen (Westen) den höchsten Stellenwert ein, gefolgt von der Dautphe-Achse, die nach Süden in Richtung Gladenbach führt, während alle anderen Verkehrswege geringere Bedeutung haben.

#### Bundesstraßen
Die Hauptverkehrsstraße in Dautphetal ist die Bundesstraße 62, die das nördliche Gemeindegebiet von West nach Ost passiert und unter anderem durch Buchenau führt. Diese überregional bedeutende Straße führt vom östlichen Nordrhein-Westfalen (Siegen) durch Mittelhessen (Dautphetal, Marburg) und Osthessen (Alsfeld, Bad Hersfeld) nach Thüringen (Bad Salzungen) und erfüllt die Funktion einer überregionalen Verkehrsachse. Bei Cölbe trifft sie 15 östlich auf die B 3, die als Nord-Süd-Achse nach Kassel beziehungsweise Gießen führt.
Die nur 15 km lange Bundesstraße 453 zweigt in der Nachbargemeinde Biedenkopf von der B 62 ab und führt in südlicher Richtung über die Ortsteile Wolfgruben, Dautphe und Mornshausen, schließlich zwischen Holz- und Herzhausen hindurch nach Gladenbach.

#### Autobahnen
Das Ruhrgebiet, aber auch Köln oder Aachen werden über die via B 253 im Westen etwa 30 km entfernte A 45 in Dillenburg erreicht. Auch Gießen beziehungsweise Frankfurt können hier angesteuert werden, was allerdings mit einer Mehrstrecke verbunden wäre.
Frankfurt am Main, Stuttgart oder Basel können im Südosten über die 15 km entfernte, autobahnähnlich ausgebaute B 3 bei Cölbe, die in Richtung Gießen in die A 485 übergeht, angesteuert werden.
Anschluss an die A 4 in Richtung Osten (Dresden) beziehungsweise die A 7 in Richtung Süden (München) gibt es im (Süd-)Osten über die via B 62 55 km entfernte A 5 bei Alsfeld.
Über die B 62 ist nach  45 km in Stadtallendorf Anschluss zur A 49 nach Kassel, Hannover, Hamburg oder Berlin gewährleistet.
Von dem geplanten Lückenschluss der von Aachen bis zur polnischen Westgrenze führenden A 4 zwischen Wenden und Kirchheim wird zurzeit nur das Teilstück zwischen Wenden und Kreuztal realisiert. Zwischenzeitlich war einmal eine Linienführung entlang der B 508, der B 62 und der B 454 über Hilchenbach, Erndtebrück, Bad Laasphe, Biedenkopf, Cölbe und Stadtallendorf geplant, die Dautphetal unmittelbar an das Autobahnnetz angeschlossen hätte.

#### Schienenverkehr

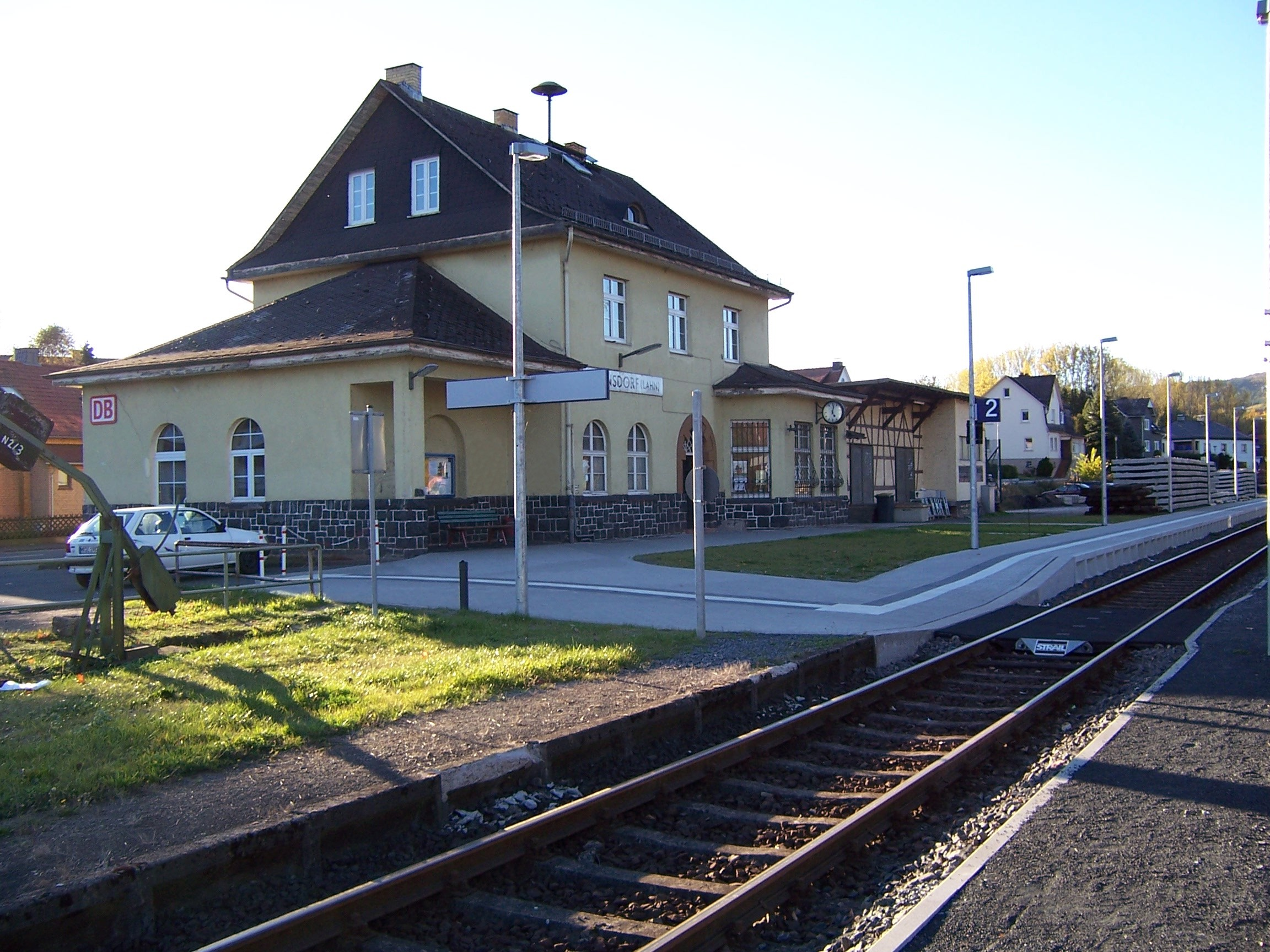
Bahnhof Friedensdorf mit modernisiertem Bahnsteig

Der Schienenpersonennahverkehr (SPNV) wird durch die Obere Lahntalbahn abgedeckt. Mit der auch als RMV-Linie 94 bezeichneten Strecke werden dabei Erndtebrück im Kreis Siegen-Wittgenstein und die Stadt Marburg über Bad Laasphe und Biedenkopf verbunden. Dabei werden in Dautphetal die Stationen Wilhelmshütte (Lahn), Friedensdorf (Lahn) und Buchenau (Lahn) bedient. Die beiden zuletzt genannten Stationen liegen sehr günstig im Verlauf des Hessischen Radfernwegs R 2. Montags bis freitags umfasst das Bedienangebot 17 Fahrten zwischen 5:00 Uhr und 23 Uhr, samstags 14 Fahrten von 7:00 Uhr bis 23:30 Uhr und sonntags 7 Fahrten zwischen 8:30 Uhr und 23:30 Uhr. Eine Fahrradmitnahme ist in allen Zügen möglich. Die Züge werden von der Kurhessenbahn betrieben.
In Marburg besteht mit der Main-Weser-Bahn Anschluss u. a. an das Fernverkehrsnetz der Deutschen Bahn.

#### Busverkehr
Der öffentliche Personennahverkehr (ÖPNV) wird sowohl über die Schnellbuslinie X40 und die regionale Buslinie 481 abgedeckt als auch über die lokalen Buslinien MR-40, MR-41, MR-50, MR-51, MR-52, MR-53 und MR-57. Die Linien stellen die Erreichbarkeit innerhalb der Gemeinde sicher als auch zu benachbarten Kommunen und Zentren. Zusätzlich fährt ein kommunaler Bürgerbus.

#### Luftverkehr
In unmittelbarer Umgebung sind die beiden Sonderlandeplätze in Bad Endbach-Bottenhorn und Eschenburg-Hirzenhain sowie der Verkehrslandeplatz in Cölbe-Schönstadt vorhanden. Der Flughafen Siegerland ist 61 Kilometer entfernt. Der nächste internationale Flughafen ist der 116 Kilometer entfernte Flughafen Frankfurt.

#### Radwege-/Wanderwegenetz

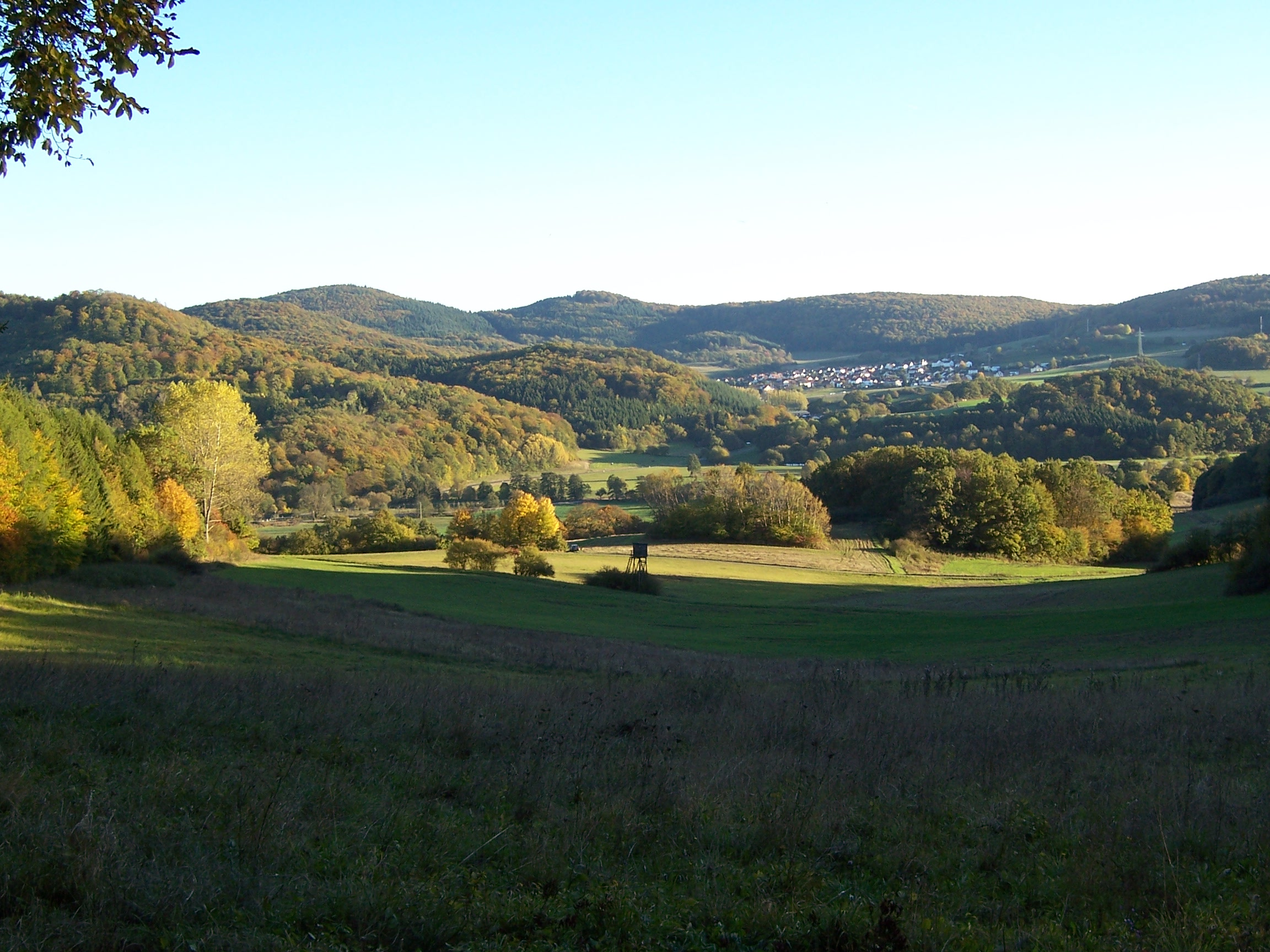
Blick auf Allendorf und in der Bildmitte das enge Lahntal

In der gesamten Region ist aufgrund der günstigen Lage im Mittelgebirgsraum mit großen zusammenhängenden Waldgebieten ein umfangreiches Wegenetz vorhanden. Dieses touristische Potential wurde erst nach und nach erkannt und wird seit Mitte der neunziger Jahre durch die Mitgliedschaft im Verein Region Lahn-Dill-Bergland e. V. organisatorisch unterstützt. Neben kleineren Radverbindungswegen führt der Lahntalradweg beziehungsweise der Hessische Radfernweg R2 durch das Gemeindegebiet.
Dautphetal liegt am 245 km langen Lahnhöhenweg (Netphen–Lahnstein) und am 86 km langen Premium-Wanderweg Lahn-Dill-Bergland-Pfad von Herborn nach Marburg. Des Weiteren durchqueren der Hessenweg 10 (Biedenkopf–Rasdorf) sowie die Extra-Touren Lahnhöhen-Extratour, Steinperfer Runde, Streuobstroute des Lahn-Dill-Berglandpfades das Gemeindegebiet.

### Energie
Seit Dezember 2016 ist der Windpark Weißenberg in Betrieb.

### Öffentliche Einrichtungen
Im Ortsteil Friedensdorf befindet sich ein seit den 1950er Jahren bestehendes Umspannwerk. Dort wird die elektrische Spannung aus dem Verteilnetz mit 110 kV auf eine Mittelspannung von 20 kV transformiert. 1998 wurden eine neue 20-kV-Schaltanlage sowie neue Leistungstransformatoren installiert. Betrieben wird das Umspannwerk von E.ON Mitte.
Die Gasversorgung erfolgt für die Ortsteile Daupthe, Friedensdorf und Wolfgruben durch die E.ON Mitte AG.
In Buchenau und Damshausen befinden sich zwei kleine Bibliotheken hauptsächlich mit Romanen und Kinderbüchern.

### Bildung
In jedem größeren Ort der Gemeinde gibt es einen Kindergarten; lediglich Damshausen, Elmshausen, Silberg und Wolfgruben besitzen keine eigene derartige Einrichtung. Der Kindergarten Wolfgruben wurde im Jahr 2007 geschlossen. In Holzhausen und Buchenau existiert je eine Grundschule, wobei in Buchenau bis 2006 eine Förderstufe angeschlossen war.
In Friedensdorf befindet sich neben der Dautphetalschule mit Grund-, Haupt- und Realschulzweig mit Förderstufe die Burgbergschule, eine Schule für Lern- und Erziehungshilfe. Eine Schule für Praktisch Bildbare mit einer Abteilung für körperbehinderte Praktisch Bildbare gibt es in Hommertshausen. In Wilhelmshütte befindet sich eine Außenstelle der Julie-Spannagel-Schule des für schwererziehbare Jugendliche.
Weiterführende Schulen wie Fachschulen, Fachoberschulen o. ä. oder (Berufliche) Gymnasien sind in den umliegenden Städten Marburg, Biedenkopf, Bad Laasphe und Gladenbach zu finden. Die nächsten Hochschulen sind die Technische Hochschule Mittelhessen (nahe Standorte in Biedenkopf, Wetzlar u. a.) sowie die Universitäten Marburg, Gießen, Kassel und Siegen.
Für die Erwachsenenbildung bietet der Landkreis zwei Außenstellen der Volkshochschule Marburg-Biedenkopf.

### Soziale Einrichtungen
Neben vielen meist christlich geprägten Vereinen wie ein Zweigverein des Blauen Kreuz stehen in Dautphetal mehrere soziale Einrichtungen zur Verfügung. Zum einen das Seniorenzentrum Dautphetal, das als Altenpflegeheim und Altersresidenz dient, zum anderen die Hinterländer Werkstätten, eine anerkannte Werkstatt für behinderte Menschen. Die evangelikale Seelsorgestätte help center e. V. hat sich zum Ziel gesetzt, jungen Menschen in Krisensituationen auf Basis des christlichen Glaubens zu helfen. Zudem betreibt der sozial-diakonische St. Elisabeth-Verein e. V. Marburg eine Wohngruppe für Jugendliche im Ortsteil Hommertshausen und eine Außenstelle der oben genannten Julie-Spannagel-Schule im Ortsteil Wilhelmshütte.

### Medien
In Dautphetal erscheinen als Tageszeitungen die Oberhessische Presse (mit einem Lokalteil für den Altkreis Biedenkopf) und der Hinterländer Anzeiger, wobei der Hinterländer Anzeiger den größeren Marktanteil in Dautphetal hat. Eine Art Monopol auf den Anzeigenmarkt im Landkreis (aber auch teils in den angrenzenden Vogelsberg- und Lahn-Dill-Kreis) hat die mittwochs kostenlos erscheinende Mittelhessische Anzeigen-Zeitung (MAZ), die aus einem Gießener Verlagshaus stammt.
Darüber hinaus gibt es eine Reihe von Anzeigenblättern wie Hinterland extra von der Oberhessischen Presse oder Der gute Sonntag des Hinterländer Anzeigers. Die Dautphetaler Wochenzeitung (Mitteilungsblatt) stammt aus einem Herbsteiner Verlagshaus, das Sonntag Morgenmagazin aus einem Gießener Verlagshaus.

## Kultur und Sehenswürdigkeiten

### Museen

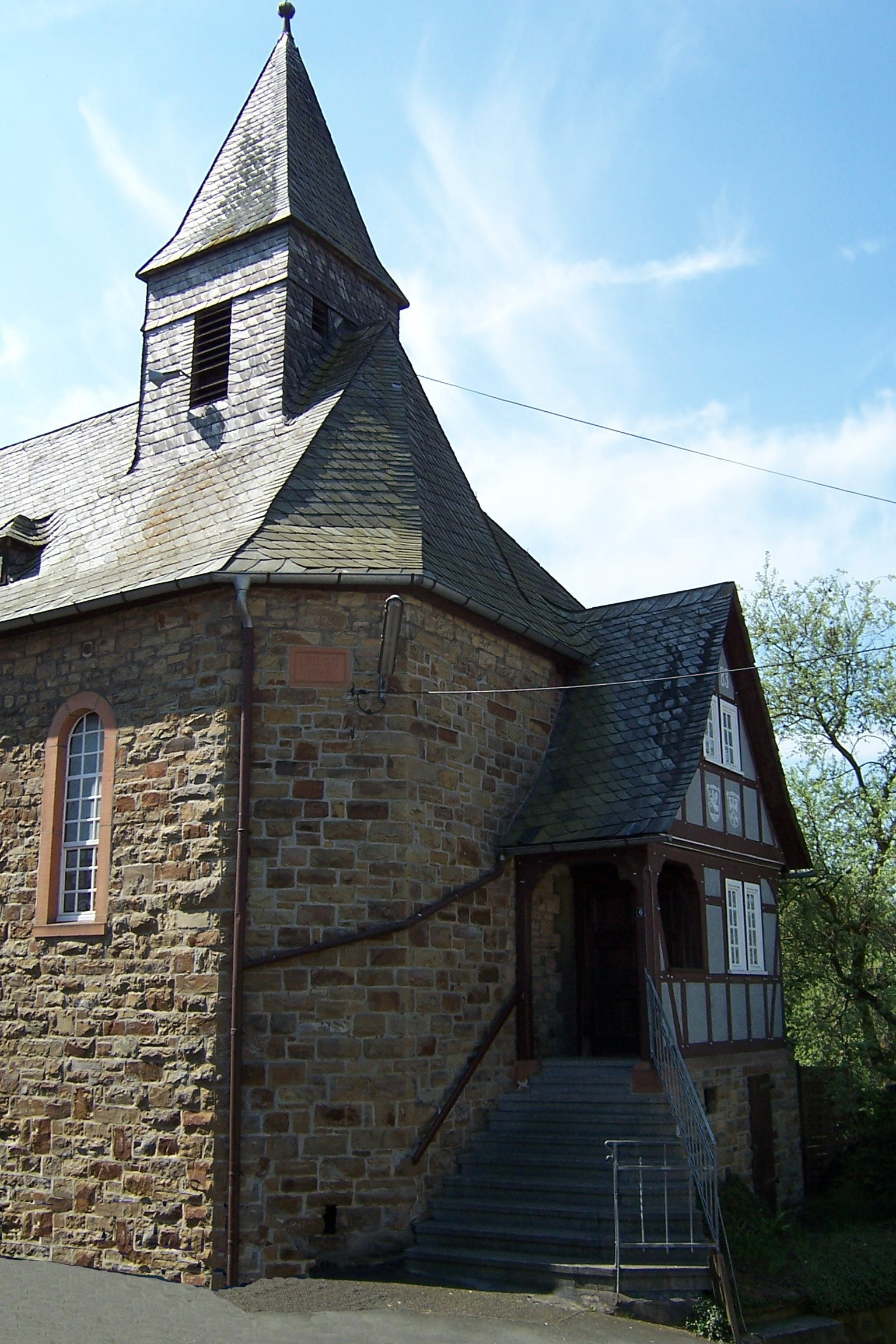
Die alte Kirche in Friedensdorf

Im Ortsteil Friedensdorf sind in der Alten Kirche  ein Webzimmer sowie alte Fotografien und ein Mundartarchiv zu besichtigen. In diesem Archiv werden Gedichte, Lieder und Texte aufbewahrt, die in heimatlichem Dialekt geschrieben sind. Zudem werden die Eigenheiten der teilweise von Dorf zu Dorf unterschiedlichen Dialekte aufgezeigt. In der Alten Kirche werden zudem von Zeit zu Zeit wechselnde Ausstellungen angeboten.
Das Heimatmuseum Altes Rathaus in Buchenau zeigt vor allem Exponate zum Thema Haushalt und Küche besonders der 1920er bis 1950er Jahre.
Das kleine Museum „Backes Stibbcher“ in Dautphe ist eine kleinbürgerliche Drei-Zimmer-Wohnung aus der Zeit der Jahrhundertwende vom 19. zum 20. Jahrhundert aufgebaut. Hier sind typische Exponate der Dautpher Heimatkunde und Darstellungen der Dautpher Tracht und alte Dokumente (Fotos, Karten, Auflistungen, Familienchroniken der ältesten Dautpher Familien etc.) sehen.

### Vereinsleben
In der Gemeinde Dautphetal ist eine große Anzahl an Vereinen beheimatet. Neben über 30 Sportvereinen, von Fußball über Tennis, Tischtennis, Turnen, Reiten und Motorsport bis hin zu Ballonfahren, gibt es in nahezu jedem Ort beziehungsweise jeder Kirchengemeinde einen Posaunen-, Männer- und/oder Frauenchöre. Daneben existieren andere Musikvereine wie zum Beispiel ein Jägerchor, ein Spielmannszug oder die Bigband „Hinterland Jazz Orchestra“ als eingetragener Verein. Den über 12.000 Einwohnern stehen insgesamt annähernd 50 Tanz- und Musikvereine zur Auswahl. Im Bereich Tier-, Zucht- oder Schutzvereine sind zahlreiche Geflügelzuchtvereine sowie Naturschutz- und Gartenbauvereine zu nennen. Weiterhin gibt es mehr als 40 Kultur- oder Heimatvereine. Im Abschnitt Weblinks befindet sich ein Link zur Vereinsübersicht in Dautphetal.

### Gebäude

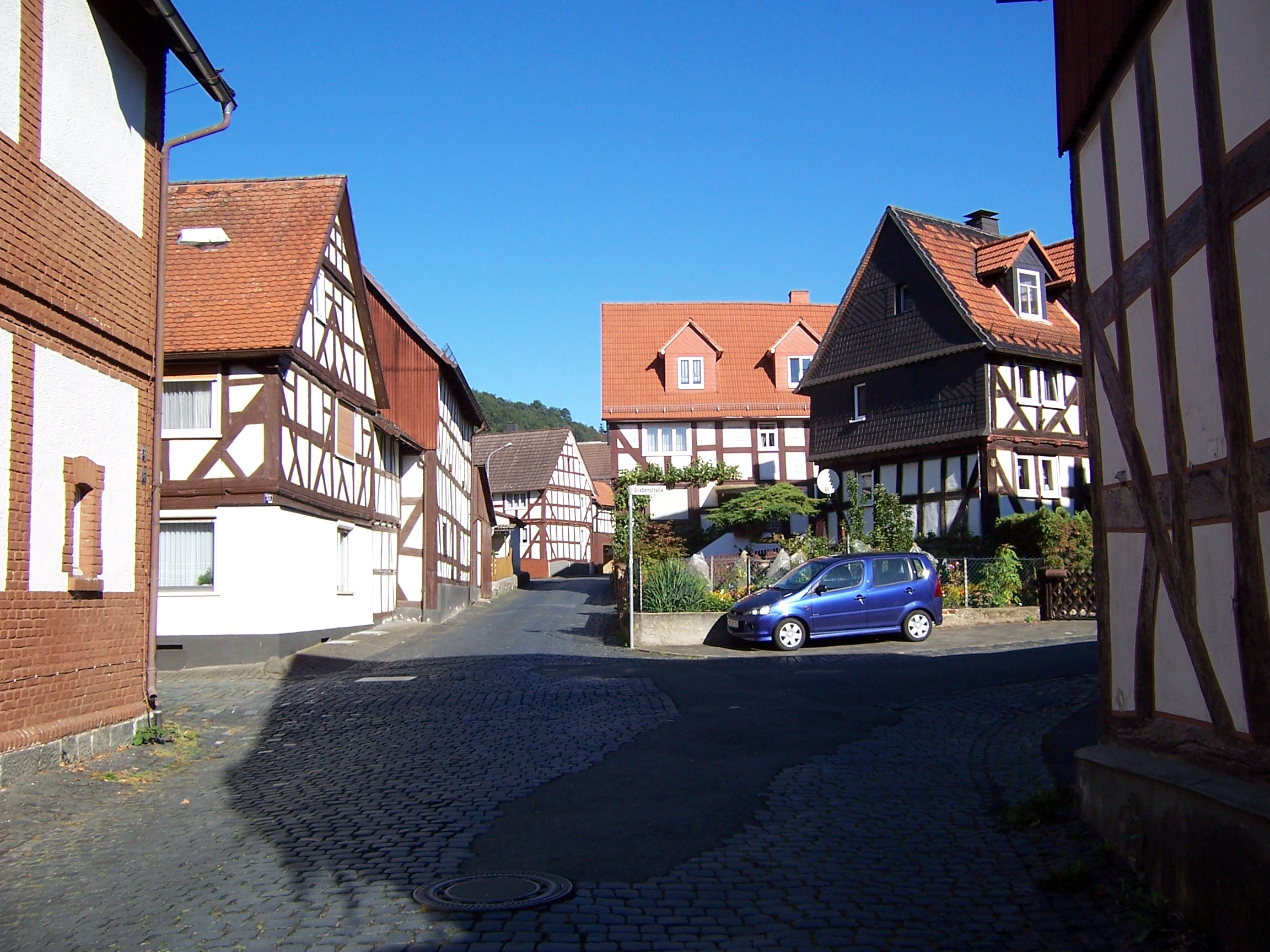
Alter Ortskern von Buchenau

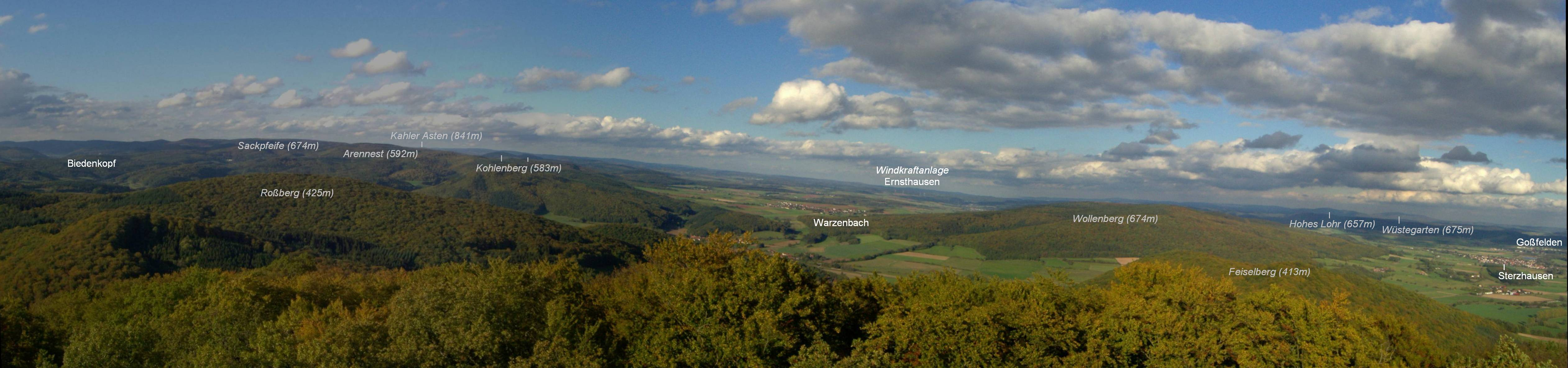
Blick vom Rimberg nach Norden

→ Siehe auch: Liste der Kulturdenkmäler in Dautphetal
Die Ortskerne der meisten Dörfer sind geprägt von Fachwerkhäusern. Teilweise sind kleine Fachwerkkirchen, so zum Beispiel in Hommertshausen und Silberg, erhalten. Denkmalgeschützt sind insbesondere die Kratzputzfachwerkhäuser in Holzhausen.
Auf dem Gipfel des Rimbergs steht der 24 m hohe Rimberg-Turm, der am 30. April 1977 eingeweiht wurde; er ist bereits der zweite Aussichtsturm auf dem Berggipfel (der erste Turm wurde durch ein Unwettern zerstört). Bei guten Sichtverhältnissen bietet sich eine weit reichende Ansicht der Umgegend.
Die Carlshütte wurde 1844 als Eisenhütte erbaut und ist ebenfalls denkmalgeschützt. Sie entstand im Zuge der Industrialisierung aufgrund der günstigen Lage zwischen der Lahn als Energielieferanten und den dort vorhandenen Erzlagerstätten.
Weitere Gebäude:
- Historische Kirche (Martinskirche) in Dautphe
- Wehrkirche in Buchenau
- Ruinen der Doppelburg Hohenfels

### Freizeit
Neben zahlreichen Schutzhütten, die in den Sommermonaten angemietet werden können, gibt es in Buchenau und Friedensdorf zwei durch Vereine getragene Hallenbäder. Freibäder gibt es in Allendorf, Dautphe, Herzhausen und Holzhausen. Das Waldschwimmbad Holzhausen ist aufgrund der Größe und der sich anschließenden Minigolfanlage besonders hervorzuheben.
Reiten und Therapeutisches Reiten ist in Elmshausen und Friedensdorf möglich. Rad- und Wanderwege werden durch den Oberhessischen Gebirgsverein gepflegt und instand gehalten. In den Ortsrandlagen von Buchenau und Holzhausen sind Trimm-Dich-Pfade ausgeschildert, entlang denen sich Tretbecken befinden.
Im Winter werden in der Umgebung von Holzhausen bei entsprechender Witterung Loipen gespurt und es ist ein kleinerer Skihang mit Skilift vorhanden.

### Kulturelle Veranstaltungen
Neben den zahlreichen Veranstaltungen durch die örtlichen Burschen- und Mädchenschaften, wie zum Beispiel Osterfeuer, Tanz in den Mai, Maibaumsetzen und anderen Orts-, Heimat- und Vereinsfesten, ist der Adventsmarkt in Buchenau zu einer festen Größe geworden. Ein Höhepunkt ist alle sieben Jahre das Grenzgangsfest in Buchenau, welches 2022 zuletzt stattfand.

## Persönlichkeiten

### Ehrenbürger
Der Heimatforscher Karl Huth wurde am 17. Dezember 1984 erster Ehrenbürger der Großgemeinde. Dem ehemaligen Landrat des Landkreises Marburg-Biedenkopf und Bürger Dautphetals Robert Fischbach wurde diese Auszeichnung am 24. Januar 2020 im Rahmen des Neujahrsempfangs von Bürgermeister Bernd Schmidt verliehen.

### Söhne und Töchter der Gemeinde
- Johannes Lenz (* 1805; † 1869), Landwirt und Politiker, Abgeordneter
- Julius Römheld (* 1823; † 1904), Eisenhüttentechniker und Unternehmer
- Albrecht Ohly (* 1829; † 1891), Bürgermeister von Darmstadt (1874–1891)
- Johannes Debus X. (* 1879; † 1966), Bürgermeister und 1946 Mitglied der verfassungberatenden Landesversammlung in Hessen.
- Karl Huth (* 1914; † 1989), Beamter und Heimatforscher
- Michael Evenari (* 1904; † 1989), Botaniker
- Dieter Trautwein (* 1928; † 2002), evangelischer Theologe und Liedautor
- Hartmut Nassauer (* 1942), ehemaliger MdL sowie ehemaliger Europaabgeordneter
- Robert Fischbach (* 1944), Landrat des Landkreises Marburg-Biedenkopf von 1996 bis 2014
- Manfred Roth, Unternehmenschef von Roth Industries, Träger des Bundesverdienstkreuzes am Bande
- Horst Dieter Ernst Wetterau (* 1953; † 2009), deutscher Koch, Träger der Verdienstmedaille des Verdienstordens der Bundesrepublik
- Silke Tesch (* 1958), ehemalige Landtagsabgeordnete
- Michael Cyriax (* 1969), Landrat des Main-Taunus-Kreises
- Jens Wetterau (* 1976), Ökotrophologe

### Sonstige Persönlichkeiten
- Horst Falk (* 1970), Landtagsabgeordneter (CDU)

#### Sportler
- Christopher Müller, 2009 Bronzemedaillengewinner bei den Ju-Jutsu-Europameisterschaften in Montenegro in der Gewichtsklasse bis 94 kg

### Ortsgeschichte
- Karl Huth: Herzhausen: Ein hessisches Kleinod. Hrsg.: Gemeindevorstand der Gemeinde Herzhausen. 1971, DNB 740837656.

- Karl Huth: Wolfgruben: Aus Vergangenheit und Gegenwart. Hrsg.: Gemeindevorstand der Gemeinde Wolfgruben. 1971, DNB 840288352.

- Karl Huth: Buchenau: Eine Wanderung durch Geschichte und Gegenwart. Hrsg.: Gemeindevorstand der Gemeinde Buchenau. 1972, DNB 949106887.

- Karl Huth: Dautphe: Herz einer geschichtlichen Kulturlandschaft. Hrsg.: Gemeindevorstand der Gemeinde Dautphe. 1973, DNB 861041690.

- Martin Nassauer: Dautphe wie’s damals war – Ein Blick zurück in Dautphes vergangene Tage. Hrsg.: Festausschuss „1200 Jahre Dautphe“. 1990.

- Peter Schneider: Wolkenlücke brachte den Tod. 16. März 1945: Luftangriff auf Dautphe. In: Hinterländer Geschichtsverein (Hrsg.): Hinterländer Geschichtsblätter. 87. Jahrgang, Nr. 1. Biedenkopf 2008, DNB 951535781.
- Literatur über Dautphetal nach Register nach GND In: Hessische Bibliographie

### Gemeindeübergreifende Literatur
- Karl Huth: Verwaltungsgeschichte des Landkreises Biedenkopf. Hrsg.: Kreisausschuss des Landkreises Biedenkopf. Biedenkopf 1957, DNB 452150736.

- Ulrich Lennarz: Die Territorialgeschichte des hessischen Hinterlandes. Hrsg.: Hessisches Landesamt für Geschichtliche Landeskunde in Verbindung mit dem Hinterländer Geschichtsverein. Marburg 1973, DNB 740114093.

- Ulrich Reuling: Historisches Ortslexikon Biedenkopf, Ehem. Landkreis, Heft 4. Hrsg.: Hessisches Landesamt für geschichtliche Landeskunde. Marburg 1986, DNB 860336409.